# Samsung Galaxy A40
A Samsung Galaxy A40 egy középkategóriás, kompakt, Androidot futtató okostelefon, amely 2019. április 10-én jelent meg.
| A Doboz Tartalma:                |
| Galaxy A40 okostelefon           |
| USB C töltőkábel                 |
| 15 W hálózati adapter            |
| Samsung fülhallgató (jack dugós) |
| Használati útmutató              |
| SIM tű                           |

## Kijelző
A telefonon egy 5,8 inches Super Amoled kijelző található FullHD+ felbontással. Képpontsűrűsége 437 ppi, maximális fényereje 678 nit, napfényben is nagyon jól látható. A kijelző Gorilla Glass 3 védelemmel rendelkezik.

## Kamerák
A telefon előlapján egy 25 Mp-es egység található, amely a notch-ban foglal helyet. A hátlapon 2 kamera van: egy 16 Mp-es normál kamera és egy 5 Mp-es széleslátó. A széleslátó képminősége nem túl jó, így használhatósága korlátozott.[forrás?] Az  elő- és hátlapi kamerával is FullHD felbontású, 30 fps sebességű videót tudunk rögzíteni, továbbá a hátlapi kamera lassítás opcióval – HD (720p) 120 fps – is rendelkezik, melynél utólag beállítható a lassítás pontja és mértéke.

## Hardver
A telefont egy Exynos 7885 egylapkás rendszer hajtja 4 GB RAM-mal. A tárhely 64 GB, MicroSD-vel maximum 512 GB-tal bővíthető. A telefon támogatja a dupla SIM kártya használatot (dual SIM).
A telefonban van 4G (LTE), Wi-Fi 5, Bluetooth 5.0, FM rádió, Glonass és Galileo támogatás, illetve NFC, tehát a telefon akár érintős bankkártyának is használható.
| Antutu                       | 106491 pont  |
| ---------------------------- | ------------ |
| Geekbench 5                  | 271/922 pont |
| 3D Mark (Sling Shit Extreme) | 671 pont     |